# Rose (film, 2021)
Pour les articles homonymes, voir Rose.
Pour plus de détails, voir Fiche technique et Distribution.
Rose est un film français réalisé par Aurélie Saada et sorti en 2021.

## Synopsis
Rose (Françoise Fabian), 78 ans, vient de perdre son mari, avec qui elle partageait toute sa vie. Effondrée par ce deuil, elle se laisse glisser dans une forme d’oubli de soi, entre télévision, solitude et négligence physique. Autrefois pilier de sa famille juive-tunisienne, elle semble peu à peu s’effacer. Mais un soir, entraînée par sa fille (Aure Atika) à un dîner, Rose croise le chemin de Marceline (Michèle Moretti), une survivante de la Shoah pleine d’irrévérence et de vitalité. Ce moment inattendu agit comme un déclic : la douleur laisse place à une pulsion de vie insoupçonnée. Rose se remet à cuisiner, à rire, à sortir, à se faire belle, et même à aimer. Ce renouveau – auquel participent vodka, musique yiddish et flirts tardifs – déroute ses enfants, qui peinent à accepter que leur mère veuille encore vivre pleinement, librement et sensuellement.

## Fiche technique
- Titre original : Rose
- Réalisation : Aurélie Saada
- Scénario : Yaël Langmann (d) et Aurélie Saada
- Musique : Aurélie Saada
- Décors : Léa Philippon (d)
- Costumes : Marion Moules et Matthieu Camblor
- Photographie : Martin de Chabaneix
- Montage : Francis Vesin
- Production : Priscilla Bertin, Judith Nora et Elsa Rodde
- Sociétés de production : Silex Films, Germaine Films, France 3 Cinéma et Apollo Films
- Société de distribution : Apollo Films
- Pays de production :  France
- Langue originale : français (partiellement en yiddish)
- Format : couleur — 2,35:1
- Genre : drame
- Durée : 102 minutes
- Dates de sortie :
  - Suisse : 5 août 2021 (Festival de Locarno)
  - France : 25 août 2021 (Festival d'Angoulême) ; 8 décembre 2021 (sortie nationale)

## Distribution
- Françoise Fabian : Rose
- Aure Atika : Sarah, la fille de Rose et Philippe
- Grégory Montel : Pierre, le fils aîné de Rose et Philippe
- Damien Chapelle : Léon, le fils cadet de Rose et Philippe
- Pascal Elbé : Laurent, le barman
- Mehdi Nebbou : Nicolas, l'ex-mari de Sarah
- Anne Suarez : Sophie
- Delphine Horvilleur : Rabbin
- Julia Dumont : Annaëlle, la fille de Sarah et Nicolas
- Bernard Murat : Philippe, le mari de Rose
- Déborah Saïag : Tsilla, l'épouse de Pierre
- Michaël Abiteboul : Olivier
- Michèle Moretti : Marceline Loridan-Ivens
- Bouraouïa Marzouk : Jojo
- Adèle Van Reeth : Adèle

## Accueil critique
Le film Rose a été globalement apprécié par la presse, notamment pour son traitement des thèmes du deuil, de la redéfinition de soi et du désir à un âge avancé.

« Une héroïne qui choisit de vibrer et tombe amoureuse d’un homme… de vingt ou même trente ans de moins qu’elle… Rose, c’est Françoise Fabian, jamais vue si drôle, pimpante – et burlesque… Pourquoi Rose, soudain, reprend à ce point goût à la vie ? Parce que (…) elle rencontre la si libre et libertaire Marceline Loridan. »

— Télérama

« Aurélie Saada offre à Françoise Fabian un rôle d’un érotisme magnétique dans un premier long-métrage qui se construit comme un journal intime, où la famille apparaît comme une tribu et la pudeur se cache dans les chansons yiddish. »

— Le Monde

« Immense film sur le goût de la vie et le réveil des sens chez celles que l’on qualifie trop facilement de « personnes âgées », transcendé par une Françoise Fabian aussi magnifique dans le deuil que dans son retour à la vie. Aurélie Saada signe une mise en scène très inspirée, qui porte cette histoire intime au-delà des tabous. »

— Le Parisien
Les Inrockuptibles relèvent que le film alterne entre scènes collectives et moments plus intimistes, esquissant le portrait d’une femme et d’une famille en pleine transformation.
Aurélie Saada, dans un entretien évoquant sa démarche personnelle, déclare que le film s’inspire « de vrais morceaux d’intimité de ma vie » et évoque « une révolution intime à un moment de la vie où on ne l’attend plus ».